# Athos Paganelli
Athos Paganelli (Bologna, 22 novembre 1914 – ...) è stato un cestista italiano.

## Carriera
Ha militato per dieci stagioni (di cui nove in massima serie) nella Virtus Bologna, con cui ha vinto la Prima Divisione maschile FIP 1934.
Ha militato in Nazionale maggiore ed in quella Universitaria.